# 나도 연애할 수 있다
"나도 연애할 수 있다"는 한국에서 제작된 임원직 감독의 1965년 영화이다. 김승호 등이 주연으로 출연하였고 홍의선 등이 제작에 참여하였다.

## 출연

### 주연
- 김승호
- 황정순
- 김운하
- 남포동

## 기타
- 조명: 장기종
- 미술: 김유준